# Waidhofen an der Thaya-Land
Waidhofen an der Thaya-Land osztrák község Alsó-Ausztria Waidhofen an der Thaya-i járásában. 2018 januárjában 1266 lakosa volt.

## Elhelyezkedése

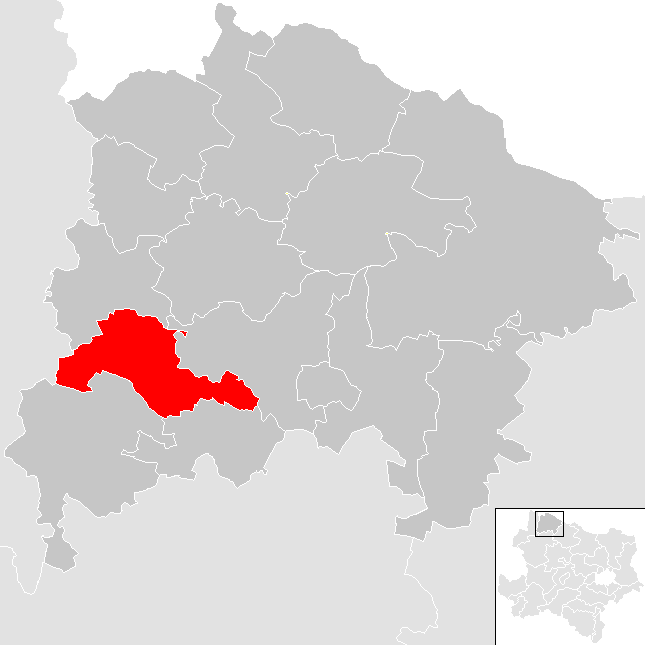
Waidhofen an der Thaya-Land a Waidhofen an der Thaya-i járásban

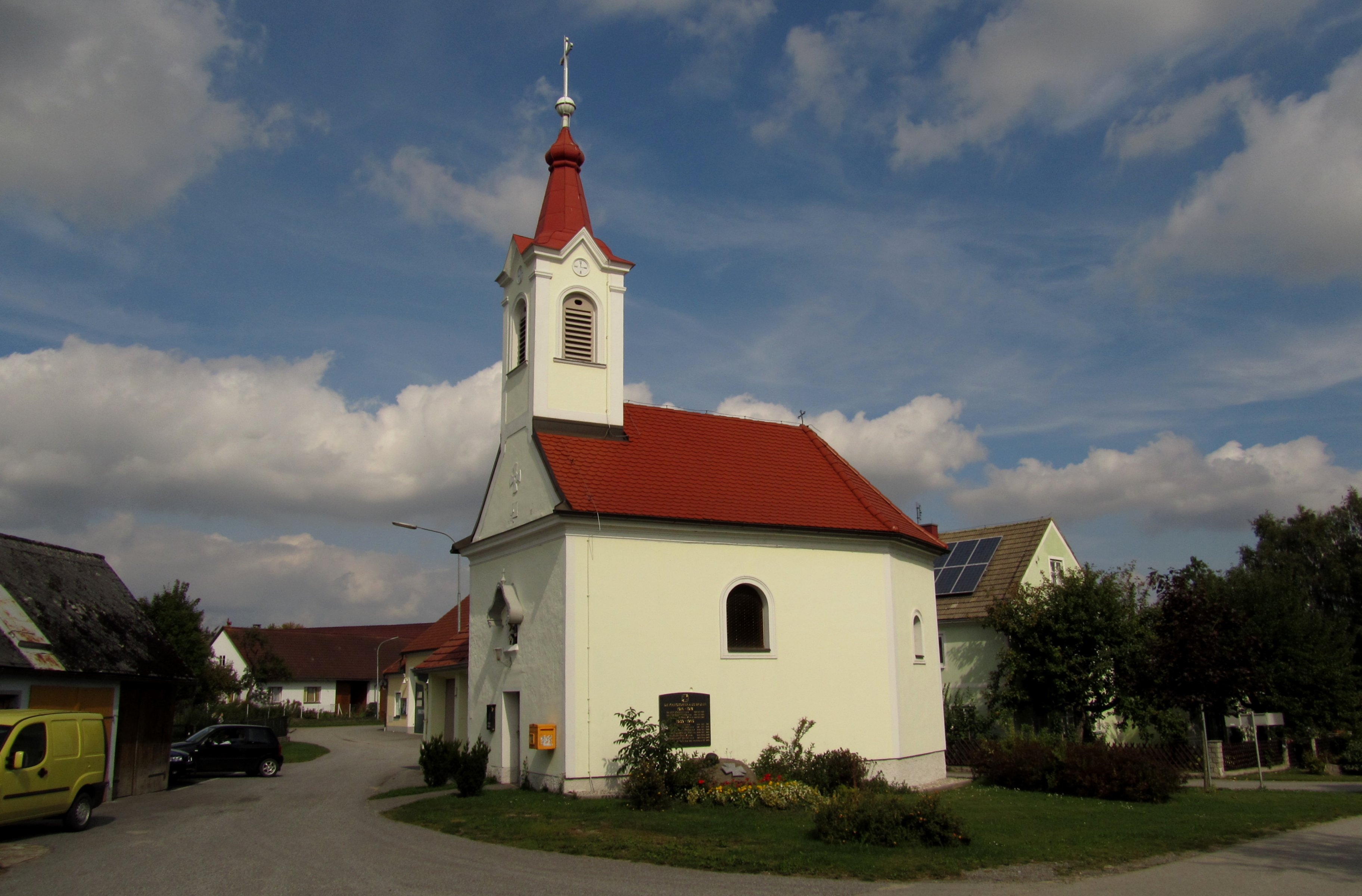
Brunn kápolnája

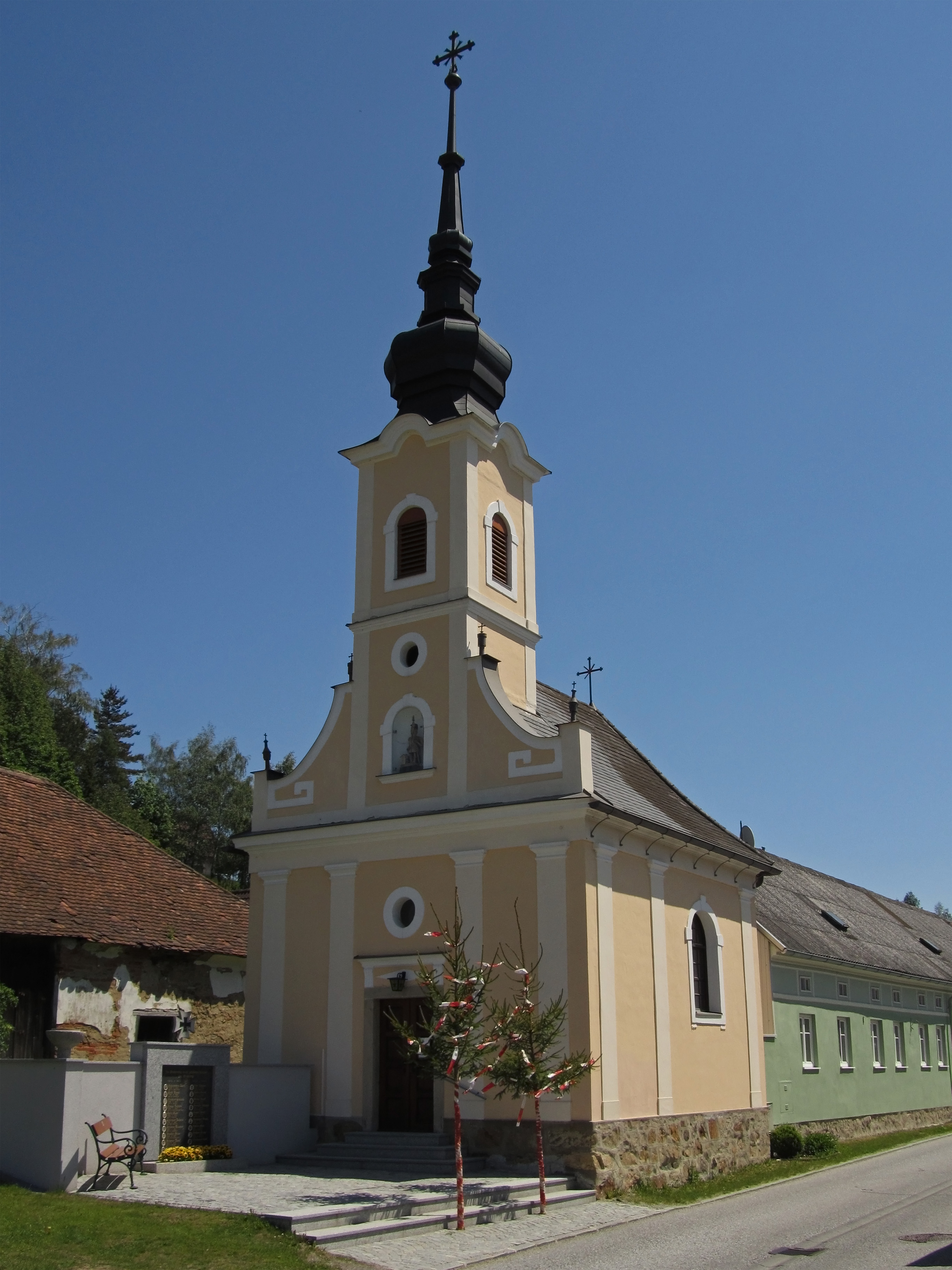
Vestenpoppen kápolnája

Waidhofen an der Thaya-Land Alsó-Ausztria Erdőnegyedének (Waldviertel) északi részén fekszik. Nyugati határát egy rövid szakaszon a Thaya folyó alkotja. Egyéb fontosabb folyóvizei a Große Radlbach és a Kleiner Radlbach. Területének 27,2%-a erdő. Az önkormányzat 11 településrészt és falut egyesít: Brunn (241 lakos 2018-ban), Buchbach (138), Edelprinz (66), Götzweis (114), Griesbach (19), Kainraths (135), Nonndorf (95), Sarning (47), Vestenpoppen (235), Wiederfeld (45) és Wohlfahrts (131). A kataszteri közösségek Brunn, Buchbach, Edelprinz, Götzweis, Griesbach, Kainraths, Nonndorf, Sarning, Vestenpoppen, Wiederfeld és Wohlfahrts.
A környező önkormányzatok: északra Pfaffenschlag bei Waidhofen an der Thaya, keletre Waidhofen an der Thaya, délkeletre Windigsteig, délre Vitis, nyugatra Heidenreichstein.

## Története
Brunn először 1230-ban említik, Buchbachot a 13. század első felében, Götzweis 1314-ben, Kainrathst pedig 1369-ben. Buchbach 1784-ben vált önálló egyházközséggé. 
Az 1965-ös alsó-ausztriai közigazgatási reform során az 1000 főnél kisebb községeket takarékossági okokból egyesítették. A Waidhofen an der Thaya melletti kisebb falvakat a városhoz akarták csatolni, de Vestenpoppen polgármesterének javaslatára Brunn, Buchbach, Kainraths, Nonndorf és Vestenpoppen inkább közös községi önkormányzatot hozott létre, amely 1971-ben alakult meg. 
2017. február 21-én a kemény fagy utáni olvadás összetörte a Thaya folyón a 25 cm-es jeget, ami Vestenpoppen hídjánál feltorlódott és a víz elöntötte a települést.

## Lakosság
A Waidhofen an der Thaya-Land-i önkormányzat területén 2018 januárjában 1266 fő élt. A lakosságszám 1951 óta 1100-1200 körüli szinten stabilizálódott. 2016-ban a helybeliek 99,7%-a volt osztrák állampolgár. 2001-ben a lakosok 96,9%-a római katolikusnak, 1,7% pedig felekezeten kívülinek vallotta magát. 

## Látnivalók
- Buchbach Szt. Flórián-plébániatemploma
- Brunn kápolnája
- Vestenpoppen kápolnája
- Nonndorf 1740-ben emelt Szt. Flórián-szobra

## Fordítás
- Ez a szócikk részben vagy egészben  a   Waidhofen an der Thaya-Land című német Wikipédia-szócikk ezen változatának fordításán alapul.  Az eredeti cikk szerkesztőit annak laptörténete sorolja fel. Ez a jelzés csupán a megfogalmazás eredetét és a szerzői jogokat jelzi, nem szolgál a cikkben szereplő információk forrásmegjelöléseként.